# Ichthyodes parterufotibialis
Ichthyodes parterufotibialis är en skalbaggsart som beskrevs av Stefan von Breuning 1970. Ichthyodes parterufotibialis ingår i släktet Ichthyodes och familjen långhorningar. Inga underarter finns listade i Catalogue of Life.